# مسابقات جهانی ژیمناستیک ریتمیک ۲۰۰۱

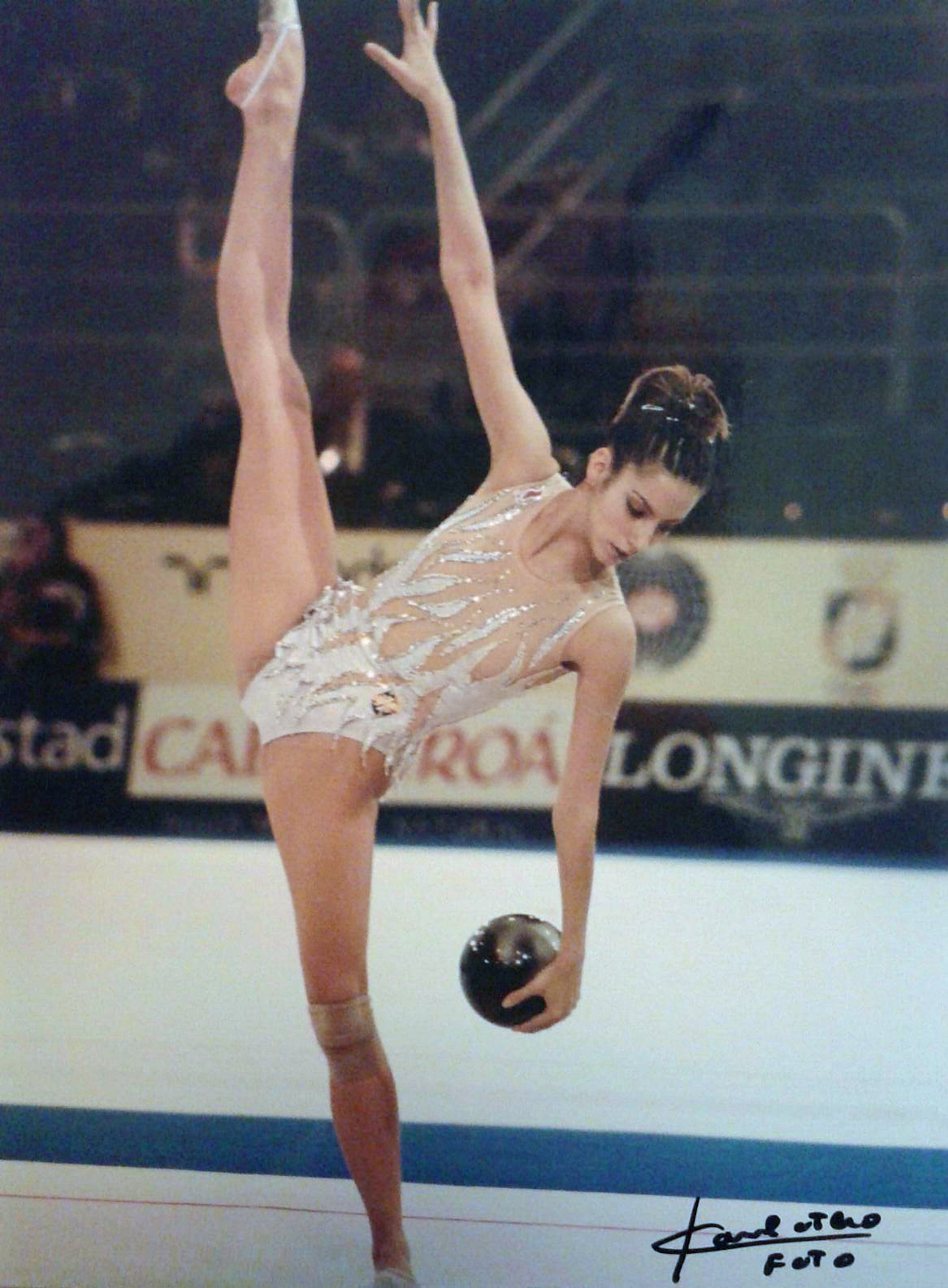
تصویری از مسابقات

مسابقات جهانی ژیمناستیک ریتمیک ۲۰۰۱ بیست و چهارمین دوره مسابقات جهانی ژیمناستیک ریتمیک است که در مادرید، اسپانیا از ۱۸ تا ۲۱ اکتبر ۲۰۰۱ میلادی برگزار شده است.

## جدول مدال‌ها
| رتبه | کشور      | طلا | نقره | برنز | مجموع |
| ۱    | اوکراین   | ۳   | ۲    | ۵    | ۱۰    |
| ۲    | بلغارستان | ۳   | ۲    | ۱    | ۶     |
| ۳    | بلاروس    | ۰   | ۲    | ۰    | ۲     |